# Minjur
Minjur è una suddivisione dell'India, classificata come town panchayat, di 23.947 abitanti, situata nel distretto di Tiruvallur, nello stato federato del Tamil Nadu. In base al numero di abitanti la città rientra nella classe III (da 20.000 a 49.999 persone).

## Geografia fisica
La città è situata a 13° 16' 0 N e 80° 16' 0 E e ha un'altitudine di 10 m s.l.m..

## Società

### Evoluzione demografica
Al censimento del 2001 la popolazione di Minjur assommava a 23.947 persone, delle quali 12.071 maschi e 11.876 femmine. I bambini di età inferiore o uguale ai sei anni assommavano a 2.484, dei quali 1.283 maschi e 1.201 femmine. Infine, coloro che erano in grado di saper almeno leggere e scrivere erano 18.532, dei quali 10.148 maschi e 8.384 femmine.